# Ludwig Julius Budge
Ludwig Julius Budge (Wetzlar, 11 septembre 1811 - Greifswald, 14 juillet 1888) est un physiologiste allemand.

## Biographie
Il étudie la médecine aux universités de Marbourg, de Berlin et de Wurtzbourg. Il exerce ensuite comme généraliste à Wetzlar et Altenkirchen. En 1843, il est Privat-docent à la faculté de médecine de l'université de Bonn où il est nommé professeur associé en 1847. En 1856, il est nommé professeur d'anatomie et de physiologie à l'université de Greifswald.
Il est connu pour ses études anatomiques et physiologiques du système nerveux autonome. Il découvrit que la stimulation des nerfs sympathiques produit une dilatation pupillaire et que celle du nerf oculomoteur produit une contraction. Il reçut, conjointement au neurophysiologiste Augustus Volney Waller le Prix Montyon de l'Académie des sciences pour leurs recherches sur les segments de la moelle épinière qui contrôlent le muscle ciliaire. Le terme centre de Budge est synonyme de centre cilio-spinal. Avec Leonard Landois, il démontra le phénomène d'arrêt cardiaque par stimulation électrique du nerf vague.
On lui doit aussi une description générale du fonctionnement des canalicules biliaires du foie,.